# Halže (zámek)
Zámek Halže stával v obci Halže, přibližně 6 km severozápadně od Tachova.

## Historie
První písemná zmínka o tvrzi i obci pochází z roku 1529. Tehdy ji Volf z Gutštejna zastavil Mikuláši Planskému ze Žeberka. Následně se majitelé rychle střídali, až se v roce 1644 dostali do majetku mnichům paulánům ve Světcích. V této době také končí zprávy o tvrzi, která pravděpodobně ve 2. polovině 17. století zanikla. Pauláni na jejím místě nechali na začátku 18. století postavit barokní zámek, na němž sídlili správci a později majitelé statku. Josefínskými reformami byl v roce 1787 řád paulánů zrušen, poté docházelo ke střídání majitelů. Roku 1873 stávající objekt Friedrich z Landwehru neorenesančně přestavěl do podoby jednopatrové budovy o půdorysu obdélníka, přičemž z původního zámku zůstal pouze barokní sloupkový portál, jenž se nacházel v bočním průčelí. V roce 1906 přibyl tzv. Bílý sál a kolem roku 1900 došlo k přestavbě barokní kaple sv. Rodiny. V roce 1955 zámek zasáhl požár, v roce 1959 byly trosky zámku strženy a v roce 1966 beze zbytku odstraněny.